# ロドニー・ゲスマン
ロドニー・ゲスマン（Rodney Gessmann、1987年1月25日 - ）は、アメリカ合衆国ハワイ州出身の元プロ野球選手（投手）。右投右打。

## 来歴
アメリカ合衆国・ハワイ州のヒロで、ドイツ人の父親と、日本人の母親との間に生まれる。
その後ドイツに戻り、野球ブンデスリーガのレーゲンスブルク・レギオネーレで野球選手としてのキャリアを開始する。2003年の欧州杯や、2004年のAAA世界野球選手権大会にドイツ代表で出場するなど、ジュニアのころから代表に常時参加し、期待の若手投手に成長。2005年の欧州野球選手権大会で、シニアでのドイツ代表デビュー。2007年の欧州野球選手権大会、IBAFワールドカップにも出場。
2007年にミネソタ・ツインズと契約。ルーキー級ガルフ・コーストリーグ・ツインズでプレーし、12試合登板、2勝1敗、防御率4.22の成績を残した。
2008年に肩を故障したため、北京オリンピック野球世界最終予選出場を見送り、ツインズを退団。この後ドイツに帰国し、古巣のレーゲンスブルク・レギオネーレで2010年まで主に野手としてプレーした。